# Kanton Saint-Jeoire
Kanton Saint-Jeoire (fr. Canton de Saint-Jeoire) je francouzský kanton v departementu Horní Savojsko v regionu Rhône-Alpes. Skládá se ze sedmi obcí.

## Obce kantonu
- Mégevette
- Onnion
- Saint-Jean-de-Tholome
- Saint-Jeoire
- La Tour
- Ville-en-Sallaz
- Viuz-en-Sallaz